# Бахтыгалиев, Аман Бахтыгалиевич
Аман Бахтыгалиевич Бахтыгалиев (1945—2020) — советский и казахстанский живописец.

## Биография
Родился 2 октября 1945 года в поселке Камыскуль Эмбинского района Гурьевской области.
1965 г. Зачислен на 1 курс Алма-Атинского художественного училища имени Н. В. Гоголя.
1965—1968 гг. Служба в рядах Советской Армии.
1968—1972 гг. Продолжил учёбу в Алма- Атинском художественном училище имени Н. В. Гоголя. Окончил с отличием.
1972 г. Поступил в Академию художества СССР Ордена Трудового Красного Знамени института живописи, скульптуры и архитектуры имени И. Е. Репина, на факультет теории и истории искусства.
1979 г. Успешно закончил учебное заведение по специальности «Графика».
1979—1988 гг. Преподавал в Алма-Атинском художественном училище имени Н. В. Гоголя. Занимался творческой работой.
1981 г. Принят в члены Союза художников КазССР.
1981 г. Принят в члены Союза художников СССР.
1987—1989 гг. Был избран Секретарем Правления Союза художников КазССР.
1989—1991 гг.. Преподаватель специальных дисциплин в Алма-Атинском художественном училище имени Н. В. Гоголя.
1992—1995 гг.. Назначен директором Алма-Атинского художественного училища имени Н. В. Гоголя.

### Творчество
Оставил после себя богатое творческое наследие — около 100 графических и живописных работ.
Художник посвятил культурному развитию страны 55 лет своей жизни.
Наиболее известные работы: Ана (Мать), Курмангазы, Шашу, Я Казах, Сон Абылай Хана, Байконур и Памяти Махамбета.
Участвовал в более чем тридцати выставках. Его работы находятся в:
1. Галерее «De Roy» (Мехико);
2. Государственной Третьяковской галерее (Москва);
3. Резиденции Первого Президента РК (Астана);
4. Дирекции художественных выставок СССР (Москва);
5. Научно-исследовательском Музее АХ СССР (Санкт-Петербург);
6. Государственном Центральном Музее РК (Алматы);
7. Государственном Музее искусств имени А. Кастеева (Алматы);
8. Областных Музеях городов Атырау, Актобе, Петропавловска;
9. Главном офисе компании «КазМунай Газ» (Астана);
10. В частных коллекциях.